# Diskografija
Diskografija (grčki diskos kolut disk, grčki grafo pišem, popis diskova) je cjelovit i sustavan popis svih glazbenih izdanja nekog izvođača. Diskografija najčešće obuhvaća zvučne snimke studijskih i koncertnih izdanja koje objavljuju glazbenici i glazbene skupine. 
Neobjavljena izdanja nazivaju se demo snimke, koja se ponekad navode u cjelovitim popisima službeno izdanih glazbenih uradaka. Cjelokupna izdanja neke glazbene skupine ili samostalnog glazbenika koja se objavljuju preko izdavačke kuće, uglavnom se nazivaju zbirnim imenom „diskografija“. Za zbirku gramofonskih ploča služio je naziv gramoteka ili diskoteka, premda izraz diskoteka također označava i plesni klub u kojem se ne izvodi živa glazba, već se pleše na glazbu koju disk-džokej pušta s ploča.
Detaljan diskografski popis zvučnih zapisa uključuje točno ime izvođača i autora tekstova, aranžmana i glazbe, puni naziv glazbenog djela (ime skladbe i albuma), trajanje skladbe izraženo u minutama, datum objavljivanja (najčešće se uzima u obzir godina), naziv izdavača, mjesto snimanja i izdavanja (najčešće država).
Sam naziv popularizirali su 1930-ih obožavatelji jazza i kolekcionari ploča. Godine 1935. objavljena je britanska diskografska knjiga Rythm on Records koju je sastavio engleski diskograf jazza Hilton Schleman.
U nazivu djela naziv diskografija prvi puta koristi francuski kritičar Charles Delaunay u naslovu djela Discographie hot  tj. Hot Discography (na engleskom) objavljenog 1936. Radilo se o sveobuhvatnom popisu nekih jazz izdanja.  Ove dvije knjige bile su osnova kasnijim sličnim izdanjima. Diskografske popise objavljivali su i entuzijasti sakupljači ploča u drugoj polovici 1920-ih i u 
tridesetim godinama prošlog stoljeća. Popisi su bili objavljivani u časopisima kućne proizvodnje o snimkama ranog jazza i srodne glazbe, a ponekad i u glazbenim časopisima kao što su Melody Maker, Hot News i Swing Music. Detaljno popisivanje i sustavno uređivanje diskografije jazz izdanja, nastavilo se i prilikom objavljivanja i uređivanja blues glazbe.
Ova praksa poslije se primjenjivala i na rock i na sve ostale glazbene žanrove od 1960-ih godina nadalje. Popularni glazbeni časopisi u samu diskografiju često uključuju i životopis samog izvođača.

## Vanjske poveznice
- diskografija.com web stranica koja obuhvaća diskografije hrvatskih pjevača i sastava